# Isaac Dogboe

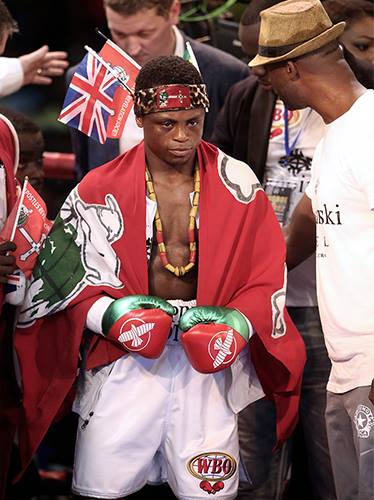
Isaac Zion Kojo Dogboe (2018)

Isaac Zion Kojo Dogboe (* 26. September 1994 in Accra) ist ein britischer Profiboxer und ehemaliger Weltmeister der WBO im Superbantamgewicht. Er wird vom Ring Magazine auf Platz 2 der Weltrangliste geführt. Als Amateur vertrat er Ghana bei den Olympischen Spielen 2012 im Bantamgewicht.

## Boxkarriere
Der in Großbritannien lebende Isaac Dogboe wurde 2010 englischer Juniorenmeister und erreichte bei den englischen Jugendmeisterschaften 2011 den zweiten Platz. Für seine Geburtsheimat Ghana nahm er 2012 im Alter von nur 17 Jahren an den Olympischen Spielen in London teil, wo er im ersten Kampf gegen den Japaner Satoshi Shimizu knapp mit 9:10 ausschied.
Er hatte zuvor bei der afrikanischen Olympiaqualifikation in Casablanca teilgenommen, wo er sich gegen Mohamed Hassan, Ägypten (15:12), Emilian Polino, Tansania (19:9) und Ayabonga Sonjica, Südafrika (8:6) ins Finale vorkämpfte, knapp gegen Aboubakr Lbida, Marokko (6:6+) verlor und somit den zweiten Platz erreichte. In einem Länderkampf schlug er zudem den späteren Olympiateilnehmer Romeo Lemboumba aus Gabun. 2013 wurde er noch Englischer Meister im Leichtgewicht.
Im August 2013 begann er seine Profikarriere. Im Dezember 2015 gewann er den Afrikanischen Meistertitel der WBO im Federgewicht und verteidigte ihn dreimal, ehe er ins Superbantamgewicht wechselte. Im Dezember 2016 gewann er den internationalen Meistertitel der WBO und verteidigte ihn im Juli 2017 gegen Javier Chacon.
Am 6. Januar 2018 besiegte er Cesar Juarez beim Kampf um die interime WBO-Weltmeisterschaft. Den regulären WM-Titel der WBO gewann er am 28. April 2018 durch TKO in der elften Runde gegen Jessie Magdaleno. Seine erste Titelverteidigung gewann er am 25. August 2018 durch TKO in der ersten Runde gegen Hidenori Otake.
Am 8. Dezember 2018 verlor er den Titel durch eine Punktniederlage an Emanuel Navarrete und verlor auch den Rückkampf am 11. Mai 2019.
Nach vier folgenden Siegen boxte er am 1. April 2023 um den WBO-Weltmeistertitel im Federgewicht, verlor jedoch einstimmig gegen Robeisy Ramírez.